# Blayney Hamilton

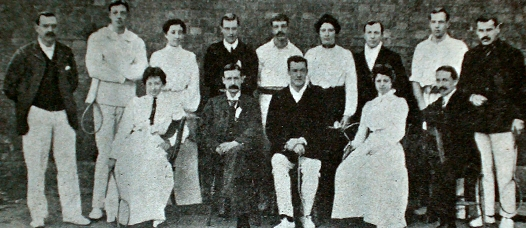
Blayney Hamilton (1. v.l.)

Blayney Balfour Hamilton (* 13. Juni 1872 in Mellifont, County Louth; † 16. Dezember 1946 in Dublin) war ein irischer Badminton-, Tennis-, Hockey- und Cricketspieler. Er war das jüngste von neun Kindern. Willoughby Hamilton war sein Bruder. Seine Söhne Blayney, Willoughby und Arthur sowie Tochter Mavis wurden ebenfalls erfolgreiche Badmintonspieler.

## Karriere
Blayney Hamilton konnte in seiner Karriere große Erfolge im Cricket, Badminton und Tennis vorweisen. Im Cricket spielte er für die Auswahl Irlands. Im Badminton gewann er neunmal die Irish Open.

## Erfolge im Badminton
| Saison | Veranstaltung | Disziplin    | Platz | Name                                   |
| ------ | ------------- | ------------ | ----- | -------------------------------------- |
| 1902   | Irish Open    | Mixed        | 1     | Blayney Hamilton / R. H. Goff          |
| 1902   | Irish Open    | Herrendoppel | 1     | Willoughby Hamilton / Blayney Hamilton |
| 1902   | Irish Open    | Herreneinzel | 1     | Blayney Hamilton                       |
| 1903   | Irish Open    | Herreneinzel | 1     | Blayney Hamilton                       |
| 1904   | Irish Open    | Herrendoppel | 1     | Blayney Hamilton / T. D. Good          |
| 1904   | Irish Open    | Herreneinzel | 1     | Blayney Hamilton                       |
| 1907   | Irish Open    | Herrendoppel | 1     | Blayney Hamilton / T. D. Good          |
| 1908   | Irish Open    | Mixed        | 1     | Blayney Hamilton / Meriel Lucas        |
| 1908   | Irish Open    | Herrendoppel | 1     | Blayney Hamilton / T. D. Good          |